# Humbert von Silva Candida
Humbert von Silva Candida (auch Humbertus Silvae Candidae oder Humbert von Moyenmoutier; * um 1006 oder 1010; † 5. Mai 1061) war ein Kardinal und Benediktinermönch. Er war ein einflussreicher Kleriker in Rom, enger Vertrauter und Legat mehrerer Päpste, Verfasser diverser Kampfschriften und schriftstellerischer Wegbereiter der Kirchenreformen des 11. Jahrhunderts.

## Leben
Humbert wurde um 1006 in Lothringen oder um 1010 in Burgund geboren. 1015 trat er als Oblate in das Kloster Moyenmoutier in den Vogesen ein, wo er das Wirken des cluniazensisch orientierten Reformabtes Wilhelm von Volpiano erlebte. Dort verfasste er Biografien mehrerer Klosterheiliger sowie eine Klosterchronik.
Abt Widrich von St. Aper holte ihn dann vermutlich nach Toul, wo Humbert eine Vita Gerhards von Toul, sowie weitere Urkunden und Responsorien zu Klosterheiligen niederschrieb. Dort entstand dann zwischen 1043 und 1046 seine Ecbasis captivi per tropologiam, ein satirisch-ironisches Epos, in welchem Humbert das Leben der Mönche am Hof und den Dünkel des Adels verhöhnt, sowie die weltliche Gewalt verurteilt, vor allem wohl wegen der Ausbeutung von Klöstern durch die Karolinger. Das Werk zeigt auch die Kenntnis vieler antiker Schriftsteller und umfangreiche Rechtskenntnis seitens Humberts, was diesen als Gelehrten ausweist.
Auffällig ist außerdem, dass Humbert bereits in diesen frühen Werken reformerische Forderungen, z. B. nach Seelsorge, stellt. So soll Gerhard von Toul von Kaiser Otto I. eine freie Bischofswahl erreicht haben, die nicht einmal von diesem bestätigt zu werden brauchte. In diesen Zeitraum fällt wohl auch die Strafrede Humberts an seine Mitmönche, in der er sich darüber beklagt, dass diese sich nicht darum kümmern würden, was sie Gott oder dem Nächsten schuldeten.
Bischof Bruno von Toul ernannte Humbert zu seinem Sekretär, in diesem Amt stellte dieser ihm zahlreiche Wechselgesänge zusammen. Nachdem Bruno zum Papst gewählt worden war, nahm er Humbert als erklärten Vertreter der cluniazensischen Reformbewegung 1049 mit sich nach Rom. Ein Jahr später ernannte Leo IX. ihn zum Titularerzbischof von Sizilien, das damals unter arabischer Herrschaft und der Oberhoheit des byzantinischen Kaisers stand, somit also in das Patriarchat von Konstantinopel fiel. Damit verfolgte Leo IX. wohl vor allem politische Interessen, indem er so entsprechend der Konstantinischen Schenkung Besitzansprüche auf Süditalien und Sizilien erhob.
Da Humbert folglich sein Amt nicht ausführen konnte, ernannte ihn Leo IX. 1051 zum Kardinalbischof von Silva Candida. Von da an befand sich Humbert ständig im Umfeld des Papstes und wurde von ihm mit mehreren Legationsreisen beauftragt, z. B. noch im selben Jahr nach Benevent, wo Humbert den Papst vertreten sollte. 1052 reiste er im päpstlichen Gefolge nach Regensburg, nahm 1053 am Normannenfeldzug Leos IX. teil und kam wohl noch 1053 nach Trani.
Dort erhielt er Einsicht in einen Brief von Erzbischof Leo von Achrida in Auftrag von Michael Kerullarios, dem Patriarchen von Konstantinopel, an Bischof Johannes von Trani, in welchem heftige Angriffe gegen liturgische Gebräuche der abendländischen Kirche geäußert wurden, vor allem gegen die liturgische Verwendung von Azyma (ungesäuertem Brot). Humbert übersetzte den Brief und verfasste als Antwort den Dialog zwischen einem Römer und einem Konstantinopolitaner, den er zu einer Abhandlung über den Brauch der Westkirche ausgestaltete, jedoch zunächst nicht veröffentlichte.
Leo IX. sandte 1054 eine Delegation unter Humberts Leitung an den byzantinischen Kaiserhof, wo mit Kaiser Konstantinos Monomachos primär die künftige kirchliche Zugehörigkeit Siziliens und Süditaliens, auf die sowohl der Papst als auch der Patriarch von Konstantinopel Anspruch erhoben, diskutiert und ein Bündnis gegen die Normannen geschlossen werden sollte. Michael Kerullarios forderte kurz zuvor von den lateinischen Klöstern und Kirchen jedoch die Verwendung des östlichen Ritus und drohte bei Zuwiderhandlung mit der Exkommunikation.
Die Delegation traf am 24. Juni 1054 in Konstantinopel ein und bezog dort das Kloster Studion, in welchem Humbert mit dem Mönch Niketas Stethatos über die Verwendung von Azymen und andere liturgische Fragen in Streit geriet. Insgesamt sei die römische Delegation so bestimmend aufgetreten, dass Kerullarios sich beim Kaiser darüber beschwerte. Zugleich empfing er die Delegation nicht, da er in ihrem Sendschreiben nicht wie ein ökumenischer Patriarch angeschrieben wurde. Als Humbert daraufhin seinen Dialog zwischen einem Römer und einem Konstantinopolitaner veröffentlichte, stellte sich der Klerus auf die Seite des Patriarchen. Auf einer Synode wurde der Delegation dann ein Platz hinter den Erzbischöfen zugewiesen, wogegen Humbert wiederum protestierte, was dann wiederum zu einem Abbruch der Verbindungen führte, der zudem mit einem Messeverbot für die Delegation verbunden war. Alle Unionspläne lehnte der Patriarch ab, da sie eine Anerkennung der römischen Suprematie bedeutet hätten. Am 16. Juli 1054 legte Humbert dann auf dem Hauptaltar der Hagia Sophia eine Exkommunikationssentenz über Kerullarios nieder, die eine Exkommunikation der gesamten Ostkirche offenließ. Am 20. Juli 1054 verurteilte Kerullarios umgekehrt die römischen Legaten, die bereits zwei Tage zuvor abgereist waren.
Bei Humberts Rückkehr nach Rom war Papst Leo IX. bereits verstorben, Humbert nahm dennoch die Position eines päpstlichen Kanzlers und Bibliothekars und somit eine Schlüsselstelle der päpstlichen Verwaltung ein. In dieser Zeit verfasste er vermutlich sein Erstes Buch gegen die Simonisten sowie zahlreiche Bullen und Briefe. 1056 begleitete er Viktor II. nach Deutschland und 1057 reiste er als dessen Legat in das Kloster Monte Cassino, um dort die Einführung des frei gewählten Abtes zu verhindern. Als die Mönche gegen ihn rebellierten, trat der Abt freiwillig zurück, woraufhin Friedrich von Lothringen nach dem Willen Viktors II. diesen Posten übernahm.
Als Viktor II. 1057 starb, wurde Humbert von Friedrich von Lothringen und Hildebrand als Papst vorgeschlagen. Dieser ließ jedoch Friedrich von Lothringen wählen und behielt damit seine bisherige Position bei. Friedrich starb jedoch bereits ein Jahr später, woraufhin der römische Adel den Tuskulaner Benedikt X. zum Kirchenhaupt erhob. Vor ihm musste Humbert nach Monte Cassino fliehen, wo er entsprechend dem Testament Stephans IX. Desiderius als Abt einsetzte. Hier fasste er vermutlich dann auch das Zweite und Dritte Buch gegen die Simonisten ab.
Die Kardinalbischöfe wählten gegen Benedikt X. den Florenzer Erzbischof Gerhard zum Papst, der bereits von Stephan IX. als Nachfolger benannt worden war. Unter ihm nahm Humbert wieder die Position eines Bibliothekars ein.
1059 rang Humbert auf der Ostersynode Berengar von Tours den Eid ab, seine Abendmahlslehre zu widerrufen. Hier wurde außerdem das Papstwahldekret verabschiedet, das einige Forderungen der drei Bücher gegen die Simonie umsetzte. Auch die Synode 1061 wandte sich gegen Simonie, hier vor allem gegen Petrus Damiani.
Am 27. April 1061 verfasste Humbert seine letzte Bulle. Am 5. Mai verstarb er und wurde von Nikolaus II. am Lateran in der Konstantinsbasilika neben Rufina und Secunda, den Schutzheiligen von Silva Candida, beigesetzt.

## Lehre
Humbert von Silva Candida gilt als der erste große literarische Vertreter des Reformpapsttums. Seine Schrift De sancta Romana ecclesia aus dem Jahre 1053 wird gemeinhin als erste programmatische Erklärung über das Papsttum gesehen, die vom Reformpapsttum selbst ausging. Seine gesamte theologische Lehre beschäftigt sich im Wesentlichen mit vier Themengebieten:
Humbert wird von Teilen der kanonistischen Forschung die anonym überlieferte Sammlung in 74 Titeln zugeschrieben, die als erstes Rechtsbuch der Kirchenreform betrachtet wird. Vermutlich sah Humbert die Notwendigkeit einer Kirchenrechtssammlung zur Durchsetzung der Reformbestrebungen. In dieser Sammlung von 74 Titeln findet sich die Forderung der uneingeschränkten Freiheit der Klöster, sogar vom jeweiligen Bischof. Daneben zeigt Humbert ein starkes Interesse an der Wiederherstellung altkirchlicher Verhältnisse, womit auch Konstantinopel als Patriarchat ausscheiden würde. Das Verhältnis von Kirche und weltlicher Macht beschreibt er als eine Einheit unter Führung der Kirche, wobei er sich besonders gegen weltliche Einflüsse bei der Bischofswahl, beim Synodenvorsitz und bei jeglicher Investitur wehrt. Er hebt sich damit stark von den Strömungen seiner Zeit ab, die vor allem die Idee des sakralen Kaisertums verfolgten. Bereits auf der Synode von Reims im Jahre 1049 fand unter anderem Humberts Forderung nach einer freien Bischofswahl ersten Niederschlag.
Humbert vertrat vehement das römische Prinzip, also die Alleinstellung des heiligen Stuhls in Rom bei der Rechtsschaffung. Auch damit hob er sich deutlich vom Geist seiner Zeit ab, welche diese Kompetenzen eher auf die gesamte episkopale Ebene verteilen wollte. Dementsprechend wollte er alles verwerfen, was nicht mit den Lehrentscheiden von Rom übereinstimmte, so soll er etwa das gesamte Trullanisches Konzil (692) in einem Streitgespräch mit Niketas Stethatos verworfen haben. Er sah in Rom das Zentrum der Kirche und verstand das Amt des Papstes als oberste Instanz, die alle Sentenzen, die von Bischöfen und/oder Synoden aufgestellt wurden, aufheben kann. Somit kann nach Humberts Verständnis auch nur derjenige als Christ Gott zum Vater haben, der mit der Weltkirche und ihrem Zentrum Rom in Einheit lebt.
Diesen Primat Roms sah er als von Christus gewollt an und verstand den Papst als Petrus der heutigen Zeit. Diese Forderungen nach der Alleinstellung Roms waren wesentlicher Bestandteil seines Verständnisses von der Freiheit der Kirche, was dann auch in das Papstwahldekret von 1059 einging, gegen welches bereits zwei Jahre später jedoch wiederum verstoßen wurde: In diesem Dekret wurden vor allem die Kardinalbischöfe in ihrer Bedeutung hervorgehoben, während Volk und Adel in den Hintergrund traten und dem Kaiser nur noch ein Bestätigungsrecht zugeschrieben wurde. Die Führung der Fürsten durch die Bischöfe auf oberster Ebene wurde auf diese Weise auf höchster Ebene durchgesetzt.
In seinem Werk „Drei Bücher gegen die Simonisten“ wendet sich Humbert scharf gegen die Simonie, die seit 451 zwar verboten, in Humberts Zeit jedoch immer noch gang und gäbe war, wie der Kauf der Papstwürde Gregors VI. von Benedikt IX. zeigt. Dem setzte Humbert einen neueren und deutlich erweiterten Simoniebegriff gegenüber, der jetzt nicht nur den Verkauf von Ämtern, sondern jegliche Laieninvestitur mit Ring und Stab umfasste. Auch damit wandte sich Humbert gegen die Gebräuche seiner Zeit, da die Laieninvestitur seit dem 10. Jahrhundert aufgrund des germanischen Eigenkirchenrechts im gesamten Abendland verbreitet war und dort als Symbol für die Oberhoheit des Landesherren über die Kirche diente.
Humbert verneinte die Gültigkeit der Weihe von Simonisten und damit auch die Gültigkeit von deren Sakramentenspendung und tritt so in Gegensatz zu Petrus Damiani, der die Weihen für gültig erklärt hatte. Theologisch stand er infolgedessen vor dem Problem, dass die Ordination kirchenrechtlich unwiederholbar ist, was von seinen Gegnern dann auch für Laieninvestitur gefordert wurde. Demgegenüber betonte Humbert, dass Simonie Häresie sei und da der Simonist nicht über den Heiligen Geist verfüge und ihn somit auch nicht spenden könne. Damit seien die Ordinationen durch Simonisten keine Ordinationen und spätere Weihen durch richtige Bischöfe keine Reordinationen. Mit dieser cyprianischen Sakramentstheologie stellte sich Humbert in das Gefolge von Augustinus.
Auf der Synode von 1059 setzte er schließlich ein Verbot ein Amt von Laien anzunehmen für alle Kleriker durch und forderte alle Laien dazu auf gegen simonistische Priester Widerstand zu leisten. Die Ostersynode von 1060 bestätigte dieses Verbot nochmals.
Aufgrund konkreter Streitigkeiten bezog Humbert auch zur Abendmahlslehre Stellung. Hintergrund dieser Streitigkeiten war, dass sich in der westlichen Kirche im Laufe des 9. Jahrhunderts vor allem Azyma (ungesäuertes Brot) für den liturgischen Gebrauch durchsetzte, während die östliche Kirche weiterhin Prozymum (gesäuertes Brot) verwendete. Da die Ostkirche die Liturgie generell dogmatischer interpretiert, entwickelte sich dieser Unterschied zu einem Streitpunkt zwischen den beiden Kirchenteilen. Die Ostkirche betonte, dass Azyma typisch jüdisch seien und sich die Christen gerade durch die Verwendung von Prozymum von den Juden unterscheiden. Daraus entstand für Humbert die Aufgabe, den Gebrauch von Azyma theologisch zu begründen. Dies gelang ihm, indem er exegetisch feststellte, dass Sauerteig gerade als Symbol für Unreinheit gelte. Generell betont er in diesem Zusammenhang, dass zwischen Altem und Neuem Testament eine Einheit bestehe, wenngleich das Neue Testament das alte überhöhte. Dennoch erkannte Humbert den Herrenleib im gesäuerten Brot an – dass er bei der Exkommunikation Kerullarios’ diesen als Prozymiten bezeichnet hatte, wird eher dahingehend gedeutet, dass Humbert damit die Unterscheidung von Rom betonen wollte.
Sein Abendmahlsverständnis entwickelte Humbert dann im Streit gegen Berengar von Tours, der konsekrierten Wein und Brot vor allem symbolisch als wahren Leib und wahres Blut Christi verstand. Demgegenüber postulierte Humbert, da damals die Transsubstantiationslehre noch nicht dogmatisch formuliert war, die substantiale Gegenwart des Leibes und Blutes, ohne dies weiter zu erklären. Auffällig ist auch, dass Humbert hier, lange Zeit vor dem Konzil von Trient bereits von sieben Sakramenten spricht und Christus anstelle des Heiligen Geistes in den Mittelpunkt der Abendmahlslehre stellt. Er interpretierte die Abendmahlsfeier dann als Sakrament des Herrenleidens im Sinne eines lebendigmachenden Sakraments. Eine umfassende Messopferlehre stellte er dennoch nicht auf.

## Wirkungsgeschichte
Vor allem Papst Gregor VII. führte die Reform des Papsttums und der Kirche fort und gründet dabei auf den Gedanken und Schriften Humberts. Der eigentliche Investiturstreit begann zwar erst später, aber Gregors Angriffe gegen Simonie und Laieninvestitur 1075 sowie die Aufforderung zum kirchlichen Streik der Laien gegen simonistische Priester entsprechen den Forderungen Humberts. Wesentliche Gedanken Humberts, vor allem zur Petrusmystik, finden sich im Dictatus papae wieder, das zu einem wesentlichen Element der Lehre vom kirchlichen Lehramt, bis hin zum Unfehlbarkeitsdogma wurde.
Im Simoniestreit setzte sich letztendlich die Position Petrus Damianis durch; Simonie blieb zwar weiter verworfen, aber die Ordination durch Simonisten wurde trotzdem anerkannt. Trotzdem hatte es Humbert bleibend erreicht, dass die Sakramentenverwaltung frei von weltlichen Einflüssen wurde.
Eine große Wirkungsgeschichte erlebte Humberts Abendmahlslehre, die zur Grundlage der Abendmahlslehre der gesamten westlichen Kirche im Mittelalter und auf der Lateransynode von 1059 in der Lehre von der Realpräsenz festgehalten wurde. Zugleich legte Humbert die Grundlage für den weiteren Ausbau der kirchlichen Lehre hinsichtlich des Verständnisses vom Brotbrechen und des Verhältnisses von Brot und Wein zur Wahrheit von Leib und Blut. Insbesondere ihre Ausrichtung auf die Heilswirksamkeit verdankt die abendländische Abendmahlslehre Humbert von Silva Candida.